# Umkehrbild

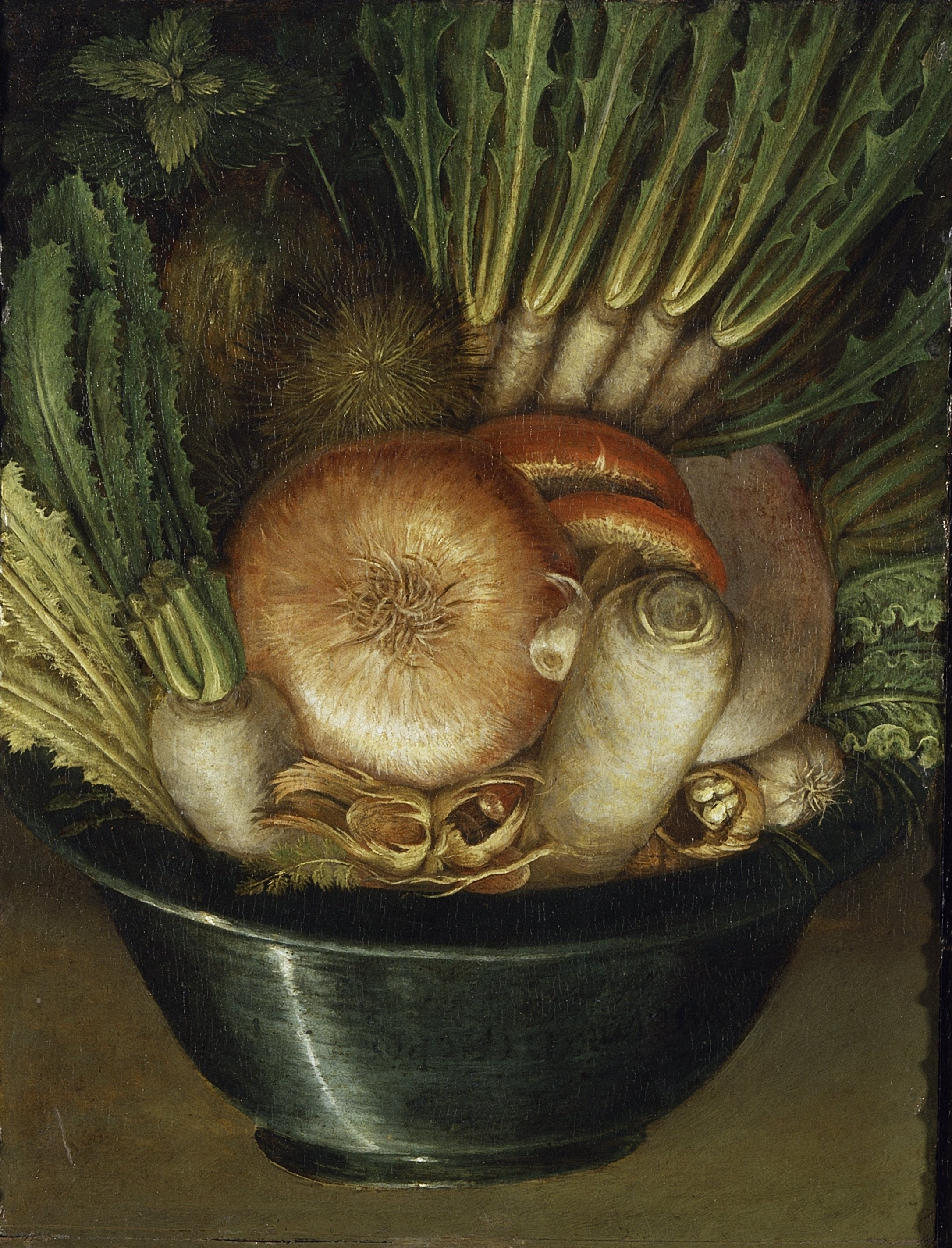
„Der Gemüsegärtner“ – ein Umkehrbild von Arcimboldo – Position 1

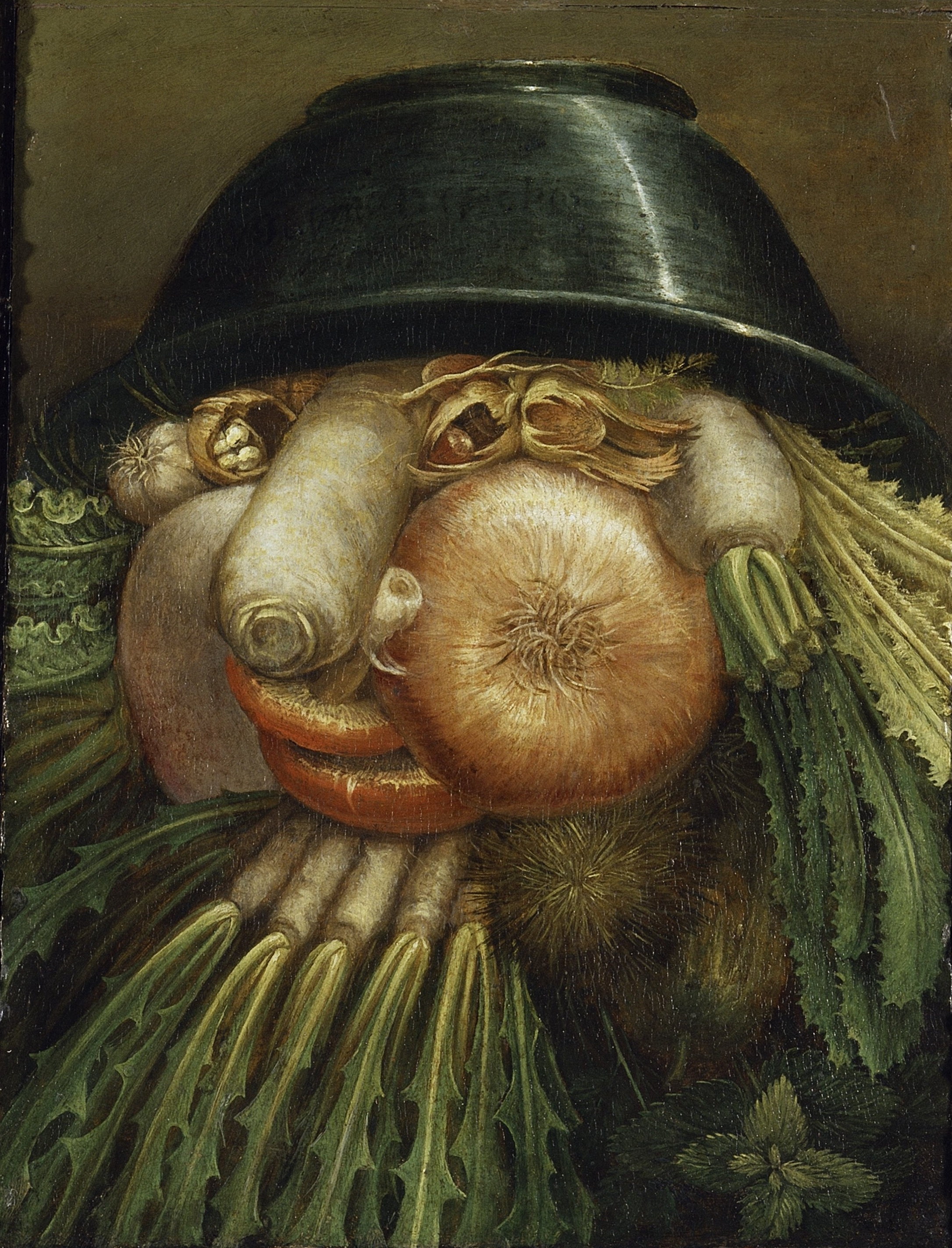
Dasselbe Bild – Position 2

Ein Umkehrbild (auch: Oben-Unten-Bild) nutzt geistige Routinen beim Zuordnen von Details zu einem sinnvollen Ganzen. Meist wird das Bild um 180 Grad gedreht und zeigt dann ein anderes Bild. Häufig sind dabei gegensätzliche Paarungen wie alt und jung, Mann und Frau oder Mensch und Tier.
Umkehrbilder sind mit den anthropomorphen und zoomorphen Vexierbildern verwandt.
Die bekanntesten Umkehrbilder schuf der Italiener Giuseppe Arcimboldo im 16. Jahrhundert. Auch Honoré Daumier ist durch seine Wendeköpfe bekannt geworden. Berühmt sind auch die Umkehrbilder von Gustave Verbeek, der aus sechs einzelnen Bildern einen ganzen Umkehr-Comic kreierte.